# Melanitis atrax
Melanitis atrax är en fjärilsart som beskrevs av Felder 1863. Melanitis atrax ingår i släktet Melanitis och familjen praktfjärilar. Inga underarter finns listade i Catalogue of Life.